# SN 2011aq
SN 2011aq – supernowa typu II odkryta 24 stycznia 2011 roku w galaktyce NGC 1056. W momencie odkrycia miała maksymalną jasność 18,00m.